# Victor Van Acker
Victor Van Acker fue un deportista belga que compitió en remo. Ganó cuatro medallas de oro en el Campeonato Europeo de Remo, en los años 1903 y 1904.

## Palmarés internacional
| Campeonato Europeo | Campeonato Europeo | Campeonato Europeo | Campeonato Europeo |
| Año                | Lugar              | Medalla            | Prueba             |
| ------------------ | ------------------ | ------------------ | ------------------ |
| 1903               | Venecia (Italia)   | Medalla de oro     | Cuatro con timonel |
| 1903               | Venecia (Italia)   | Medalla de oro     | Ocho con timonel   |
| 1904               | París (Francia)    | Medalla de oro     | Cuatro con timonel |
| 1904               | París (Francia)    | Medalla de oro     | Ocho con timonel   |